# Muzeum Społeczne Gminy Niebylec
Muzeum Społeczne Gminy Niebylec w Konieczkowej – muzeum położone we wsi Konieczkowa (powiat strzyżowski. Placówka działa przy Zespole Szkół w Konieczkowej.
Placówka powstała w 2012 roku z inicjatywy Grzegorza Smeli, radnego Rady Gminy Niebylec. W jego zbiorach znajduje się wiele pamiątek po mieszkańcach tych terenów-żołnierzach II wojny światowej: starszym sierżancie Janie Ziomku - obrońcy Lwowa, osobistym kierowcy mjr. Henryka Sucharskiego i żołnierzu AK oraz plutonowym Adamie Antoniku - żołnierzu 2 Korpusu Polskiego na Zachodzie, poległym pod Monte Cassino. Ponadto zgromadzono tu liczne przedmioty codziennego użytku i zabytki techniki (radia, maszyny do pisania, maszyny do szycia, wagi) oraz obrazy religijne i starą prasę. Ochotnicza Straż Pożarna z Niebylca przekazała do muzeum stary pompy ręczne.
Muzeum jest czynne w każdy czwartek w godzinach popołudniowych. Wstęp jest wolny